# Эадсиге
Эадсиге (др.-англ. Eadsige; умер 29 октября 1050) — 32-й архиепископ Кентерберийский (1038—1050).

## Биография
Эадсиге около 1030 года стал монахом при соборе Христа в Кентербери. Известна жалованная грамота короля Кнуда Великого, согласно которой собор Христа получал имение в Фолкстоне при условии, что Эадсиге будет принят в соборе и пользоваться этой землёй до самой смерти. Эадсиге был викарным епископом в Кенте в 1035 году, предположительно его кафедральным собором являлась церковь Святого Мартина в Кентербери.
В 1038 году Эадсиге сменил Этельнота на Кентерберийской кафедре и в 1040 году получил паллий из Рима. Предположительно, он провёл обряд коронации Хардекнуда и определённо короновал 3 апреля 1043 года Эдуарда. Вскоре Эадсиге тяжело заболел и не смог надлежащим образом исполнять архиепископские обязанности. Согласно Англосаксонской хронике, из опасения, что должность окажется в руках недостойного, он тайно получил разрешение короля и эрла Годвина назначить настоятеля Абингдонского аббатства Сиварда своим коадъютором (рукоположение состоялось в 1044 году). До 1046 года Сивард свидетельствовал жалованные грамоты попеременно в качестве архиепископа, епископа или аббата, а Эадсиге с этого года вновь упоминается в них как архиепископ — видимо, оправившись от болезни. В 1048 году Сивард, удалившийся к этому времени на покой в Абингдон, умер, и Эадсиге вновь стал полноправным архиепископом. Очевидно, его отношения с собором Христа осложнились ввиду отчуждения части земель Кентербери в пользу эрла Годвина и членов его семьи.
Эадсиге умер 29 октября 1050 года. Впоследствии канонизирован, память празднуется 28 октября.

### Рекомендуемая литература
- N. Brooks, The early history of the church of Canterbury: Christ Church from 597 to 1066 (1984)
- Willelmi Malmesbiriensis monachi de gestis pontificum Anglorum libri quinque, ed. N. E. S. A. Hamilton, Rolls Series, 52 (1870)
- William of Malmesbury, Gesta regum Anglorum / The history of the English kings, ed. and trans. R. A. B. Mynors, R. M. Thomson, and M. Winterbottom, 2 vols., Oxford Medieval Texts (1998—1999)
- J. Stevenson, ed., Chronicon monasterii de Abingdon, 2 vols., Rolls Series, 2 (1858)
- Anglosaxson charters S 967, 981, 1404
- R. Twysden, ed., Historiæ Anglicanæ scriptores X (1652)
- H. Wharton (ed.), Anglia sacra, 2 vols. (1691)